# Пљунем ти на гроб
Пљунем ти на гроб (енгл. I Spit on Your Grave), познат и под насловом Дан жена, амерички је хорор филм из 1978. године, режисера Мира Зарчија, са Камиј Китон у улози главне протагонисткиње Џенифер Хилс. Радња филма прати младу списатељицу која постаје жртва групе силоватеља, који се иживљавају над њом и на крају је остављају да умре. Она успева да преживи и узвраћа им немилосрдном осветом.
Филм је до дана данашњег остао веома контроверзан. Због сцена екстремног насиља, филм је дуго био забрањен. Бројни критичари, међу којима је и Роџер Иберт, називали су филм „одвратном кесом смећа” и сврставали га међу најлошије филмове свих времена. Међутим, репутација филма је временом расла, те су критичари епитете „одвратан” и „безвредан”, заменили са „шокантан, али са снажном поруком против силоватеља и убица жена”. Уз контроверзу која га деценијама прати филм је стекао култни статус. Китон је од самог почетка добијала само речи хвале за свој перформанс и награђена је на два хорор фестивала, али било је јасно да ће јој ова улога представљати велики камен спотицања у даљем току каријере.
Радња филма је инспирисана истинитим догађајем.
У својим мемоарима Inside Out, Деми Мур је потврдила да се она налази на постеру филма.
Филм је изродио истоимени филмски серијал који чини 6 филмова, од чега једну половину представљају оригинални филмови, а другу римејк са своја два наставка. Први наставак објављен је 1993. под насловом Пљунем ти на гроб 2: Дивљачка освета и Китон у њему репризира улогу Џенифер Хилс.

## Радња
Млада списатељица Џенифер Хилс сели се из Њујорка у наизглед миран градић Кент, у ком изнајмљује кућу поред реке, како би завршила писање своје прве књиге. Она постаје жртва четворице силоватеља који се иживљавају над њом сатима, да би је на крају претукли, изболи ножем и оставили да искрвари. Међутим, она успева да санира повреде и опорави се, након чега започиње застрашујућу и немилосрдну освету...

## Улоге
| Глумац          | Улога                  |
| --------------- | ---------------------- |
| Камиј Китон     | Џенифер Хилс           |
| Ерон Табор      | Џони Стилман           |
| Ричард Пејс     | Метју Данкан           |
| Ентони Николс   | Стенли Вудс            |
| Гантер Климан   | Енди Чиренски          |
| Алексис Магноти | Беки Стилман           |
| Тами Зарчи      | Мелиса Стилман         |
| Тери Зарчи      | Џони Стилман Џуниор    |
| Трејси Феранте  | конобарица             |
| Вилијам Тасгал  | портир                 |
| Исак Агами      | касапин                |
| Ронит Хавив     | девојка у супермаркету |